# Presbyterorum ordinis

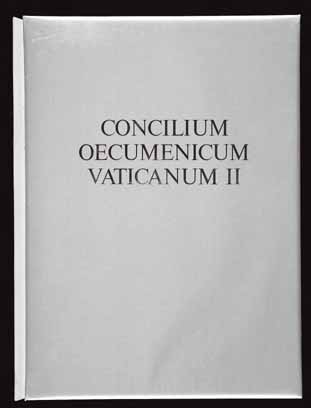
Zweites Vatikanisches Konzil

Presbyterorum ordinis (PO) heißt, nach seinen Anfangsworten, das Dekret über den Dienst und das Leben der Priester, das vom Zweiten Vatikanischen Konzil formuliert und am 7. Dezember 1965 von Papst Paul VI. promulgiert wurde.

## Theologie
Lumen gentium, die Konstitution des Zweiten Vatikanischen Konzils zur Verfassung der Kirche, hatte einerseits die Rolle der Laien, innerhalb der Hierarchie vor allem das Amt der Bischöfe theologisch profiliert und später im Dekret Christus Dominus weiter entfaltet, die Rolle der Priester (und Diakone) blieb jedoch bis zum Ende des Konzils wenig reflektiert. Nichtsdestoweniger wurde die Rolle der Priester in der Konstitution über die heilige Liturgie Sacrosanctum Concilium, in der Konstitution über die Kirche Lumen Gentium, im Dekret über die Hirtenaufgabe der Bischöfe Christus Dominus und vor allem im Dekret über die Ausbildung der Priester Optatam totius angesprochen. Der Konzilstheologe Giuseppe Alberigo formulierte allerdings: „Die drei Kapitel des Dekrets waren schon zum Zeitpunkt ihrer Approbation veraltet und wenig geeignet, für die künftige Entwicklung Orientierungen zu geben.“

## Entstehung
Das Dekret geht zurück auf eine weltweite Befragung, die unmittelbar nach der Ankündigung Johannes’ XXIII., das Konzil einberufen zu wollen, durchgeführt wurde. Der vorbereitenden Commissio de Disciplina Cleri et Populi Christiani gehörten 32 Mitglieder an, daneben wurden noch 34 Konsultoren herangezogen. Den Vorsitz führte der Kurienkardinal Pietro Ciriaci, das Sekretariat der Opus-Dei-Priester Álvaro del Portillo.
Die Ergebnisse der Befragungen wurden durch die Kommission gesammelt und redigiert, ab dem 13. Oktober 1964 in der Konzilsaula diskutiert, mehrfach überarbeitet und in der Schlussabstimmung am 7. Dezember 1965 mit 2.390 zu 4 Stimmen angenommen. Der am Ende 22 Kapitel umfassende Text gliedert sich in eine Vorrede, drei Hauptteile und eine Schlussermahnung. Das Dekret wendet sich aus der missionarischen Perspektive des Konzils vor allem an Diözesanpriester, erlaubt jedoch – wo sinnvoll – die Anwendung ihrer Normen auch auf Ordenspriester. Es will im Sinne des Aggiornamento das Amt der Priester „in seelsorglich und menschlich vielfach so tiefgreifend veränderten Verhältnissen wirksamer […] unterstützen und ihrem Leben besser Sorge […] tragen.“ (1)

## Inhalt

### I. Das Priestertum und die Sendung der Kirche
Das Amtspriestertum wächst hervor aus dem Allgemeinen Priestertum aller Gläubigen, mit der besonderen Aufgabe der Darbringung des Opfers und der Nachlassung der Sünden, um „das priesterliche Amt öffentlich vor den Menschen in Christi Namen [zu] verwalten.“ Es ist dem Amt der Bischöfe nachgeordnet als deren Mitarbeiter (2).
„Die Priester werden aus der Reihe der Menschen genommen und für die Anliegen der Menschen bei Gott bestellt, um Gaben und Opfer für die Sünden darzubringen“ (3). Nicht aufgrund von angeborenen Eigenschaften, sondern durch die Priesterweihe, in der sie ein besonderes Prägemal erhalten, werden sie „dem Priester Christus gleichförmig“ (2).
Die Priester werden ausdrücklich als Brüder der Menschen bestimmt, ihre Absonderung geschieht „nicht um von [der Gemeinde des Gottesvolkes], [...], getrennt zu werden, sondern zur gänzlichen Weihe an das Werk, zu dem sie Gott erwählt hat“. Der „Welt“ dürfen sie zwar nicht gleichförmig sein, müssen aber zugleich „mitten unter den Menschen leben, dass sie wie gute Hirten ihre Herde kennen und auch die hereinzuholen suchen, die außerhalb stehen“ (3).

### II. Der priesterliche Dienst

#### Die priesterlichen Aufgaben
Zu den priesterlichen Aufgaben gehört an erster Stelle die Verkündigung des Evangeliums: „Niemals sollen sie ihre eigenen Gedanken vortragen, sondern immer Gottes Wort lehren und alle eindringlich zur Umkehr und zur Heiligung bewegen.“ (4)
Die Priester sind eigens dazu geweiht, in besonderer Teilhabe am Priestertum Christi die liturgischen Vollzüge der Kirche zu leiten, das heißt einerseits die Sakramente zu spenden (Taufe, Versöhnung, Krankensalbung und die Messfeier), wobei sie den Gläubigen den Bischof gegenwärtig machen, andererseits das Stundengebet zu feiern, „in dem sie im Namen der Kirche Gott für das ganze ihnen anvertraute Volk, ja für die ganze Welt bitten.“ (5)
Als „Erzieher im Glauben“ obliegt es ihnen, dafür zu sorgen, dass „jeder Gläubige im Heiligen Geist angeleitet wird zur Entfaltung seiner persönlichen Berufung nach den Grundsätzen des Evangeliums, zu aufrichtiger und tätiger Liebe und zur Freiheit, zu der Christus uns befreit hat“. Der Priester ist zwar in diesem Auftrag allen verpflichtet, soll sich jedoch „vor allem der Armen und Geringen“ und mit besonderem Eifer der Jugend annehmen, ebenso der Eheleute und Eltern. Er soll alle Ordensmänner und Ordensfrauen eigener Sorge für ihren geistlichen Fortschritt würdigen, am meisten aber „für die Kranken und Sterbenden besorgt sein, sie besuchen und im Herrn aufrichten“. Seine Hirtenaufgabe zielt aber nicht nur auf die einzelnen Gläubigen, sondern erstrebt eine „Erziehung zum Geist der Gemeinschaft“, ohne dessen Wirken die liturgische Feier nicht aufrichtig und vollständig wäre, wenn sie nicht zu Nächstenliebe und Solidarität, „zu missionarischer Tat und zu den vielfältigen Formen christlichen Zeugnisses führt“. (6)

#### Die Beziehung der Priester zu anderen
Das Dekret formuliert anschließend, in welchem Verhältnis die Priester zu den Bischöfen, zu ihren Mitbrüdern und zu den Laien stehen sollen.
Die Bischöfe sollen die Priester als ihre „notwendigen Helfer und Ratgeber“ und „ihre Brüder und Freunde betrachten“. Dazu soll in jedem Bistum ein Kreis oder Rat von Priestern geschaffen werden, die das Presbyterium repräsentieren. Die Priester sollen ihrerseits die Autorität der Bischöfe achten, an deren Amt sie durch Weihe und kanonische Sendung teilhaben. Die Einheit der Priester mit den Bischöfen ist umso notwendiger geworden, als ihr Apostolat in der modernen Gesellschaft immer weniger territorial bestimmt ist (7).
Untereinander sollen die Priester durch Bande apostolischer Liebe und gegenseitigen Dienstes in sakramentaler Bruderschaft verbunden sein. Innerhalb ihrer Diözese bilden sie das eine Presbyterium. In unterschiedlichen Funktionen und in unterschiedlicher Weise – auch als Arbeiterpriester – bauen sie mit an demselben Werk. Das Dekret mahnt ältere und jüngere Generationen von Priestern zu gegenseitiger Achtung und Unterstützung. Alle Priester sind verpflichtet, einander Gastfreundschaft und Hilfe zu gewähren, insbesondere vertriebenen und verfolgten Priestern. Ausdrücklich wünscht das Dekret an dieser Stelle auch die Förderung eines gemeinsamen Lebens (Vita communis) von Priestern. Hilfe und taktvolle Mahnung sollen sie ihren Amtsbrüdern zukommen lassen, die unter Schwierigkeiten leiden, und dabei mit Herzensgüte denen begegnen, die „in irgendwelchen Punkten versagt haben“ (8).
Gegenüber den Laien müssen sich die Priester als „Brüder unter Brüdern“ verstehen und daher „ihr Leitungsamt so ausüben, daß sie nicht das ihre, sondern die Sache Jesu Christi suchen.“ „Die Priester sollen die Würde der Laien anerkennen“, ihre gebührenden Freiheiten, vor allem im politischen Bereich, achten und ihnen nach sorgfältiger Prüfung „vertrauensvoll […] Ämter zum Dienst in der Kirche anvertrauen“. Neben der Leitung der anvertrauten Gemeinde wird ihnen besondere Sorge für diejenigen aufgetragen, „die die Sakramente nicht mehr empfangen, ja vielleicht sogar vom Glauben abgefallen sind“. Auch Christen anderer Konfessionen und Nichtchristen sind ihnen anvertraut. Die Laien wiederum sind aufgerufen, den Dienst ihrer Priester zu würdigen und zu unterstützen (9).

#### Die Verteilung der Priester und der Priesternachwuchs
Angesichts der weltweiten Sendung Christi „sollen sich die Priester jener Diözesen, die mit einer größeren Zahl von Berufungen gesegnet sind, gern bereit zeigen, ihren Dienst in Gegenden, in Missionsgebieten oder in Seelsorgsaufgaben auszuüben, in denen es an Klerus mangelt.“ Dazu sollen die Normen bezüglich Inkardinierung und Exkardinierung den modernen pastoralen Bedürfnissen angepasst werden, so dass Priester nicht nur territorial bestimmten Diözesen, sondern auch internationalen Seminaren, besonderen Diözesen oder Personalprälaturen und anderen derartigen Institutionen inkardiniert werden können. Missionspriester sollen nach Möglichkeit nicht allein ausgesandt werden. Neben ihrem geistlichen Leben soll auch ihr seelisches und leibliches Wohlergehen im Blick gehalten und sie selbst entsprechend der Fähigkeiten und Eigenschaften des einzelnen eingesetzt werden (10).
Damit „die Kirche stets die Priester habe, die zur Erfüllung ihres göttlichen Auftrags notwendig sind, […] muß es darum den Priestern [als ersten] sehr am Herzen liegen, durch ihren Dienst am Wort und das Zeugnis ihres eigenen Lebens […] den Gläubigen die Erhabenheit und Notwendigkeit des Priestertums vor Augen stellen.“ Eltern, Lehrer und alle Erzieher sollen junge Männer zu einem klaren Bewusstsein für die Erfordernisse der Kirche erziehen, so dass sie „bereit sind, wenn der Herr ruft, mit dem Propheten hochherzig zu antworten: ‘Hier bin ich, sende mich’.“ (11)

### III. Das Leben der Priester

#### Die Berufung der Priester zur Vollkommenheit
Priester sind in besonderer Weise zum Streben nach Vollkommenheit verpflichtet, da jeder Priester, entsprechend seiner Weihestufe, Christus vertritt (12).
Zur Heiligkeit gelangen sie durch aufrichtige und unermüdliche Ausübung ihrer Ämter im Geist Christi. Durch Lesung und Meditation des Wortes Gottes, durch Darbringung des eucharistischen Opfers, durch Spendung der Sakramente und im Breviergebet verbinden sie sich mit Christus, sie schrecken nicht vor dem Martyrium zurück, „verzichten auf eigene Vorteile und suchen nicht ihren Nutzen, sondern den der vielen“, und streben „nach immer vollkommenerer Erfüllung ihres seelsorglichen Auftrags, bereit, wenn nötig, auch neue Wege der Seelsorge zu gehen.“ (13)
Die moderne Welt bedrängt jedoch viele mit der Gefahr der Zersplitterung, erst recht Priester mit ihrer großen Zahl von Amtsverpflichtungen. Das Konzil verheißt ihnen: „Die Priester werden […] ihrem Leben eine einheitliche Linie geben, wenn sie sich mit Christus vereinigen im Erkennen des väterlichen Willens und in der Hingabe für die ihnen anvertraute Herde. Wenn sie so die Rolle des Guten Hirten übernehmen, werden sie gerade in der Betätigung der Hirtenliebe das Band der priesterlichen Vollkommenheit finden, das ihr Leben und ihr Wirken zur Einheit verknüpft.“ (14)

#### Besondere Erfordernisse für das geistliche Leben der Priester (Evangelische Räte)
Das Dekret bestimmt die Evangelischen Räte in Hinsicht auf die priesterliche Existenz und widmet sich dabei zuerst dem Gehorsam, dann der Enthaltsamkeit und schließlich der freiwilligen Armut.
Die Tugend der Demut ist gefordert durch die missionarische Situation, in die Priester gestellt sind, „nicht den eigenen Willen zu suchen, sondern den Willen dessen, der sie gesandt hat.“ Innerhalb der hierarchischen Gemeinschaft der Kirche müssen sie „gläubigen Geistes annehmen und ausführen, was der Papst und der eigene Bischof sowie andere Vorgesetzte vorschreiben oder nahelegen.“ (15)
„Vollkommene und ständige Enthaltsamkeit um des Himmelreiches willen“ habe die Kirche „besonders im Hinblick auf das priesterliche Leben immer hoch eingeschätzt“. Sie sei zwar „nicht vom Wesen des Priestertums selbst gefordert, wie die Praxis der frühesten Kirche und die Tradition der Ostkirchen zeigt, […] wenn diese Heilige Synode dennoch den kirchlichen Zölibat empfiehlt, will sie in keiner Weise jene andere Ordnung ändern, die in den Ostkirchen rechtmäßig Geltung hat. […] Der Zölibat ist jedoch in vielfacher Hinsicht dem Priestertum angemessen.“ Dadurch würden die Priester in neuer und vorzüglicher Weise Christus geweiht; sie folgten ihm leichter ungeteilten Herzens und schenken sich freier dem Dienst für Gott und die Menschen, dienten ungehinderter und würden „so noch mehr befähigt, die Vaterschaft in Christus tiefer zu verstehen.“ Das Konzil bekräftigt das der lateinischen Kirche auferlegte Gesetz und bittet „nicht nur die Priester, sondern alle Gläubigen, sie möchten sich die kostbare Gabe des priesterlichen Zölibates ein wirkliches Anliegen sein lassen, und alle mögen Gott bitten, daß er dieses Geschenk seiner Kirche stets in Fülle zukommen lasse.“ (16)
Im Umgang mit irdischen Gütern können die Priester nur zu jener „Freiheit […] für die Stimme Gottes im täglichen Leben“ gelangen, „wenn sie […] die Dinge der Welt so gebrauchen, als gebrauchten sie sie nicht.“ Daher dürfen sie „die zeitlichen Güter nur in dem Rahmen gebrauchen, der ihnen durch die Lehre Christi des Herrn und von der Weisung der Kirche gesteckt ist. Die Kirchengüter im eigentlichen Sinne sollen die Priester sachgerecht und nach den Richtlinien der kirchlichen Gesetze verwalten, wenn möglich unter Zuhilfenahme erfahrener Laien; diese Güter sind stets nur für die Zwecke zu verwenden, um derentwillen die Kirche zeitliche Güter besitzen darf, nämlich für den rechten Vollzug des Gottesdienstes, für den angemessenen Unterhalt des Klerus und für die apostolischen und caritativen Werke, besonders für jene, die den Armen zugute kommen.“ Das Konzil ermuntert die Priester zur freiwilligen Armut und verweist sie auf einen an der Gütergemeinschaft der Urkirche orientierten gemeinschaftlichen Gütergebrauch, um darin den Geist der Armut, den Christus empfiehlt, zu verwirklichen (17).

#### Hilfen für das priesterliche Leben
Unter den geistlichen Hilfen empfiehlt das Dekret den Priestern an erster Stelle, sich in allen Lebenslagen am „zweifachen Tisch, der Heiligen Schrift und der Eucharistie, mit dem Wort Gottes“ zu nähren. Daneben soll die „häufig geübte sakramentale Buße“ treten, das tägliche Gebet, ja ganze Tage geistlicher Zurückgezogenheit und die vertrauensvolle Annahme geistlicher Führung (18).
Neben den anerkannten Lektürekanon der theologischen Grundbildung von der Heiligen Schrift über Kirchenväter, Kirchenlehrer und andere Urkunden der Überlieferung, Konzilsdokumente und andere lehramtliche Schreiben hin zu den „besten und anerkannten theologischen Schriftstellern“ muss in der Diskussion über Gegenwartsfragen auch eine ausreichende Allgemeinbildung treten. Zur verbesserten Ausbildung der Priester empfiehlt das Dekret die Veranstaltung „von Kursen oder Kongressen, die Errichtung von Zentren für pastorale Studien, der Aufbau von Bibliotheken und eine angemessene Leitung durch geeignete Persönlichkeiten“, regelmäßige Fortbildungen in pastoralen Methoden, Vertiefung der theologischen Bildung, Exerzitien und „einen seelsorglichen Erfahrungsaustausch [der Priester] mit ihren Brüdern“. (19)
Darüber hinaus spricht das Dekret den Priestern „Anspruch auf eine gerechte Entlohnung“ zu, die „grundsätzlich für alle die gleiche sein [muß], die in denselben Verhältnissen leben“, und die außerdem so sein muss, „dass sie den Priestern gestattet, jährlich den verdienten und notwendigen Urlaub zu nehmen.“ Das bisherige „Benefizialsystem [muss] aufgegeben […] werden“, die damit verknüpften Einkünfte dürfen nicht mehr ohne „Erfüllung eines geistlichen Zwecks“ (als Sinekure) verliehen werden (20).
Schließlich stellt das Konzil noch einmal die Urgemeinde von Jerusalem vor Augen. Reichere Diözesen sollen ärmere unterstützen. Wo es noch nicht der Fall ist, soll „unter Aufsicht der Hierarchie genügend für ausreichende Rücklagen und sogenannte Krankenversicherung wie auch für den gebührenden Unterhalt der kranken, invaliden und alten Priester gesorgt [werden]“ und die Priester selbst „eine solche Einrichtung […] im Geist brüderlicher Solidarität unterstützen“, um „so ohne Angst vor der Zukunft, fröhlichen Sinnes, gemäß dem Evangelium, die Armut pflegen und sich ganz dem Heil der Seelen hingeben [zu] können.“ (21)
Nachdem das Konzil den Priestern angesichts wachsender Entfremdung in der modernen Welt Trost zugesprochen und sie seiner Geneigtheit und seines Dankes versichert hat („peramanter grates agit“), schließt das Dekret mit einer doxologischen Formel.

## Text und Kommentar
- Decretum de Presbyterorum ministerio et vita / Dekret über Dienst und Leben der Priester. Lateinischer Text aus „Acta Apostolicae Sedis“ 58 (1966) 991–1024. Deutsche Übersetzung besorgt im Auftrag der deutschen Bischöfe; von den deutschen Bischöfe ein genehmigte, leicht verbesserte Fassung von 1968. [Einleitung von Univ.-Prof. Josef Lécuyer CSSp, Rom; Kommentar vom Friedrich Wulf SJ, München, Paul-J. Cordes, Paderborn und Prälat Univ.-Prof. Michael Schmaus, Gauting] In: LThK², Das Zweite Vatikanische Konzil, Konstitutionen, Dekrete und Erklärungen, Lateinisch und Deutsch. Kommentare, Teil III, Herder-Verlag, Freiburg im Brsg. 1968, S. 127–239. Ausführlich eingeleiteter und kommentierter lateinisch-deutscher Paralleltext.
- Das Dekret über Dienst und Leben der Priester „Presbyterorum ordinis“. In: Karl Rahner / Herbert Vorgrimler: Kleines Konzilskompendium. Sämtliche Texte des Zweiten Vatikanums. Herder-Verlag, Freiburg im Breisgau 22. Auflage 1990, S. 553–598. [Einleitung und Text]